# Vénus et Fleur
Pour plus de détails, voir Fiche technique et Distribution.
Vénus et Fleur est un film français réalisé par Emmanuel Mouret et sorti en 2004.

## Synopsis
Fleur, une jeune Parisienne timide, rencontre à Marseille Vénus, une jeune Russe extravagante et perdue. Elles n'ont rien en commun. Si ce n'est leur envie de rencontrer le garçon idéal.

## Fiche technique
- Titre : Vénus et Fleur
- Réalisation : Emmanuel Mouret (assisté de Marc Atge)
- Scénario : Emmanuel Mouret
- Photographie : Djibril Glissant
- Montage : Cécile Dubois
- Son : Maxime Gavaudan
- Musique : Franck Sforza
- Producteur : Frédéric Niedermayer
- Coproducteurs : Philippe Martin et David Thion
- Genre : drame
- Durée : 76 min
- Distributeur : K-Films Amérique (Québec)

## Distribution
- Veroushka Knoge : Vénus
- Isabelle Pirès : Fleur
- Julien Imbert : Bonheur
- Frédéric Niedermayer : Dieu
- Gilbert Mouret : L'homme à la décapotable
- Éric Barbarit : Un musicien nocturne
- Céline Bel : Une musicienne nocturne
- Maxime Gavaudan : Un musicien nocturne
- Georges Neri : L'oncle (voix)
- Emmanuel Mouret : L'homme de la pelouse

## Autour du film
Mettant à l'honneur différentes parties de Marseille, le film s'achève à la gare de Marseille-Saint-Charles.